# Linia kolejowa nr 905
Linia kolejowa nr 905 – linia kolejowa łącząca Osypisko z Bogdanowem. Linia została otwarta w 1952 r., a jej długość wynosi 3,12 km.